# チャールズ・コーンウォリス (初代コーンウォリス伯爵)
初代コーンウォリス伯爵チャールズ・コーンウォリス（英語: Charles Cornwallis, 1st Earl Cornwallis PC、1700年3月29日 – 1762年6月23日）は、イギリスの貴族。1722年までチャールズ・コーンウォリス閣下の儀礼称号を、1722年から1753年までコーンウォリス男爵の称号を使用した。

## 生涯
第4代コーンウォリス男爵チャールズ・コーンウォリスとシャーロット・バトラー（初代アラン伯爵リチャード・バトラーの娘）の息子として生まれた。1717年11月9日、ケンブリッジ大学クレア・カレッジに入学した。
1722年1月、父の死に伴いコーンウォリス男爵の爵位を継承した。1740年に枢密顧問官、タワー・ハムレッツ統監およびロンドン塔管理長官に任命され、1753年にコーンウォリス伯爵およびブローム子爵に叙されたほか、南トレント巡回裁判官を務めた。
1762年6月23日に死去、長男チャールズが爵位を継承した。

## 家族
第2代タウンゼンド子爵チャールズ・タウンゼンドの娘エリザベスと結婚した。
- メアリー（1736年6月6日 – 1770年12月28日） - 1769年8月13日、サミュエル・ウィットブレッド（英語版）と結婚
- チャールズ（1738年 – 1805年） - 第2代コーンウォリス伯爵、後にコーンウォリス侯爵に叙爵
- ヘンリー（1740年9月10日 – 1761年4月） - 庶民院議員
- ジェームズ（英語版）（1743年 – 1824年） - 第4代コーンウォリス伯爵、聖職者
- ウィリアム（1744年 – 1819年） - 海軍軍人
- エリザベス（1796年3月20日没） - 1753年7月、バウエン・サウスウェル（英語版）と結婚
- シャーロット（1794年3月11日没） - 1756年4月8日、スペンサー・マダン（英語版）と結婚